# Genesis P-Orridge

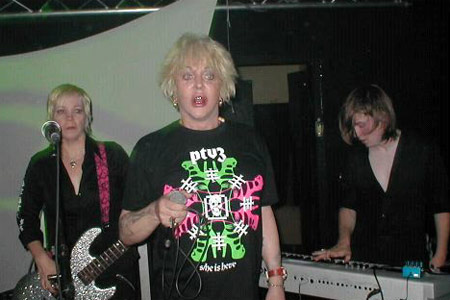
Genesis P-Orridge (Mitten) med Alice Genese (vänster) och Markus Persson (höger) från Psychic TV i Köln 2004.

Genesis P-Orridge, född som Neil Andrew Megson den 22 februari 1950 i Manchester, död 14 mars 2020 på Lower East Side på Manhattan i New York, var en brittisk konstnär och musiker. P-Orridge var med och grundade Throbbing Gristle och Psychic TV och är inspirerad av William Burroughs och Timothy Leary. P-Orridge har även samarbetat med svenska White Stains och Cotton Ferox.